# 张良娣 (李贤)
章懷太子良娣（657年？—708年），唐朝太子良娣，南阳人，是唐高宗第六子章怀太子李贤的良娣，父亲是朝议郎、行桂州都督府、始安县县令张明。
张良娣的曾祖父张严之，祖父张详。张氏十四岁选入雍王府，十六岁生李贤第三子李守礼。雍王被封为太子，张氏晋升为良娣。太子被废贬巴州，张良娣随行。唐中宗复位，张良娣随子李守礼居住。景龙二年（708年）四月，张良娣在长安延康里去世，年五十二岁（神道碑误作六十四岁）。景云二年（711年）四月十九，唐睿宗追封六哥李贤为章怀太子，十月初十，追赠张氏为章怀太子良娣，祔葬章怀太子陵侧。